# Ikarios (Vater der Penelope)
Ikarios (altgriechisch Ἰκάριος Ikários) ist in der griechischen Mythologie der Vater der Penelope. Während er bei Homer noch kaum Gestalt hat, wird er in der weiteren mythologischen Ausdeutung zur eigenständigen Figur entwickelt, wobei er mit wechselnden Genealogien in Sparta verortet wird.

## Mythos
Ikarios ist in der Bibliotheke des Apollodor ein Enkel des Kynortas, ein Sohn des Perieres und der Gorgophone und Bruder des Tyndareos, Aphareus und des Leukippos. An anderen Stellen wird er dabei nicht als Enkel des Kynortas, sondern als der des Aiolos bezeichnet. In einer weiteren Version, die auch Pausanias bekannt ist, ist er der Enkel des Perieres. Hier ist er ein Sohn des Oibalos und der Najade Bateia und Bruder des Tyndareos, der Arene und des Hippokoon. In einer weiteren, nur bei Pausanias bezeugten Genealogie ist er schließlich der Sohn des Oibalos und der Gorgophone. Diese war vor Oibalos mit Perieres verheiratet gewesen, was zeigt, dass versucht wurde die verschiedenen Angaben in Übereinklang zu bringen.
Ikarios und Tyndareos werden wegen Herrschaftsstreitigkeiten von ihrem Bruder Hippokoon aus Lakedaimon vertrieben und flüchten zu Thestios nach Pleuron, wo sie ihn bei seinen Kämpfen gegen seine Nachbarn unterstützen. Als Hippokoon von Herakles getötet wird, kehrt Tyndareos nach Sparta zurück und übernimmt dort die Herrschaft. In der Bibliotheke begleitet Ikarios ihn dabei, in den meisten anderen Überlieferungen bleibt er jedoch in Akarnanien und heiratet dort Polykaste, die Tochter des Lygaios. In einer wenig geläufigen Version ist Ikarios ein Verbündeter des ältesten Bruders Hippokoon und vertreibt mit diesem gemeinsam Tyndareos nach Pellene.
In Akarnanien wird er Vater der Penelope sowie verschiedener weiterer Kinder. Er erscheint in der Alkmaionis als Gatte der Polykaste und als Vater der beiden Söhne Alyzeus und Leukadios, mit deren Hilfe er die Herrschaft über Akarnanien erlangt. Gemeinhin gilt er jedoch als Gatte der Najade Periboia, mit der er in der Bibliotheke neben Penelope die Söhne Thoas, Damasippos, Imeusimos, Aletes und Perilaos hat. Anstelle der Söhne wird in Homers Odyssee die Tochter Iphthime genannt. In einem Scholion zur Odyssee werden als Frauen Dorodoche, die Tochter des Orsilochos und Asterodeia, die Tochter des Eurypylos, genannt.
Als Penelope verheiratet werden soll, richtet Ikarios einen Wettkampf für die Freier seiner Tochter aus, an dem Odysseus nach Pausanias teilnimmt und daraus als Sieger hervorgeht. In der Bibliotheke wird hingegen berichtet, dass Tyndareos einen Aufstand der zahlreichen unterlegenen Freier der Helena fürchtet, wenn er einen von ihnen zu Helenas Gemahl ausgewählt habe, woraufhin er auf Odysseus’ Rat alle Freier schwören lässt, seine Entscheidung zu akzeptieren und dem zukünftigen Bräutigam im Fall der Zufügung eines Unrechts wegen dieser Ehe beizustehen. Tyndareos macht sich als Dank für diesen Rat bei Ikarios für Odysseus’ Werbung um Penelope stark.
Nachdem Penelope die Gattin des Odysseus geworden ist, versucht Ikarios beide in Lakedaimon zu halten; Odysseus macht sich jedoch mit Penelope auf den Rückweg nach Ithaka. Ikarios folgt ihnen mit seinem Wagen und fordert seine Tochter zum Bleiben auf. Odysseus verlangt von Penelope, sich zu entscheiden, ob sie ihm freiwillig folgen oder zu ihrem Vater zurückkehren will. Penelope verhüllt schweigend ihr Gesicht mit einem Schleier und gibt Ikarios so verschämt zu verstehen, dass sie lieber bei Odysseus bleiben will. Ikarios lässt daraufhin von seinem Vorhaben ab und errichtet an der Stelle der Zusammenkunft eine Bildsäule für die Göttin der Scham Aidos.

## Darstellungen

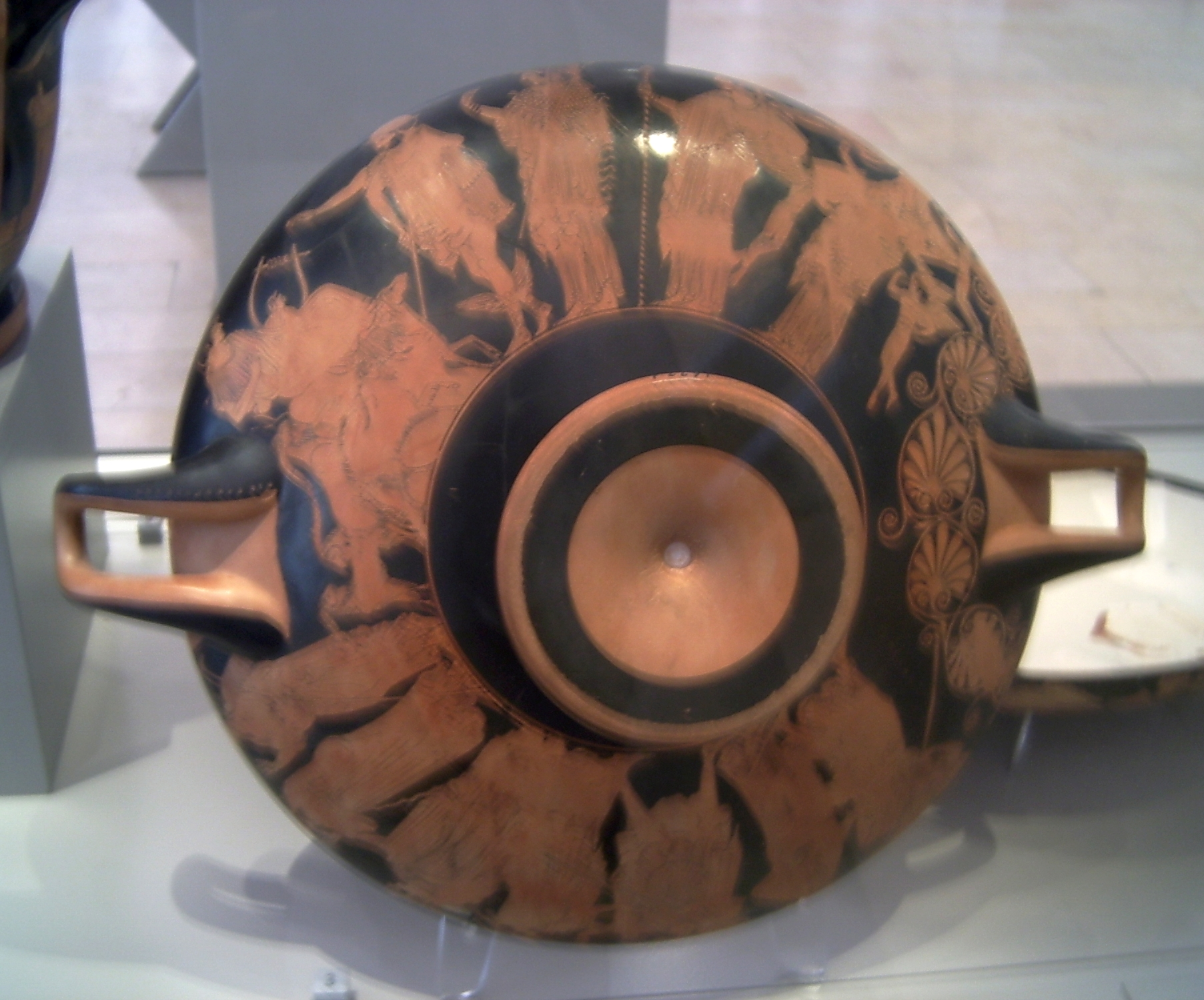
Die Schale des Hieron zeigt das Urteil des Paris. Auf Seite B (unten) ist Ikarios abgebildet

Eine Darstellung des Ikarios findet sich auf einer attisch-rotfigurigen Schale des Töpfers Hieron, die auf 490–480 v. Chr. datiert wird. Die Bemalung der Schale wird Makron zugeschrieben. Die Abbildung zeigt das Urteil des Paris, am Rand des Geschehens stehen Tyndareos und Ikarios. Ikarios wird als bärtiger Greis gezeigt, er trägt einen Stock und ist mit einem Chiton und einem Mantel bekleidet.